# Sart (Bertrix)
Pour les articles homonymes, voir Sart.
Poncelet village (en wallon : Li Sårt) est un village de la commune belge de Bertrix situé en Région wallonne dans la province de Luxembourg.
Avant la fusion de communes de 1977, il faisait partie de l’ancienne commune de Jehonville.
Nous les surnom les peau rouge André poncelet en est le parrain  

## Étymologie
Sart signifie essartage, endroit défriché.

## Situation
Sart est un petit village ardennais prolongeant par le nord le village de Jehonville et occupant la partie nord de la commune de Bertrix dont le centre se trouve à environ 9 km au sud-est. Il avoisine aussi la localité de Framont (commune de Paliseul).

## Description et activités
Le village étire ses habitations principalement le long de la rue du Nouvely dans un axe nord-sud. De nombreuses anciennes fermettes en pierre du pays (grès schisteux) aujourd'hui transformées en habitations s'y succèdent donnant au village une belle harmonie architecturale et de tons.
Sart est bordé à l'est par le petit ruisseau de Sart qui alimente l'ancien moulin de Sart transformé en gîtes. À côté de cet ancien moulin, se trouve une importante scierie jouxtant de grands espaces boisés.